# Сценарное планирование
Сцена́рное плани́рование — часть стратегического планирования, относящаяся к инструментам и технологиям, которые позволяют управлять неопределённостью будущего (Джил Рингланд).
Суть метода заключается в исследовании внешней среды организации на наличие предопределенных элементов (predetermined elements) и ключевых неопределённостей (key uncertainties) и комбинировании их для формулирования альтернативных сценариев будущего.
В качестве предопределенных элементов часто выступают демографические факторы (например, количество подростков от 10 до 15 лет через 10 лет предопределено, так как многие из них уже родились), политические, технологические или географические факторы.
В качестве ключевых неопределённостей могут выступать любые элементы внешней среды, которые важны для данной организации (например, уровень государственного дефицита или объём рынка).
Все альтернативные сценарии должны сочетать в себе весь набор предопределенных элементов (так как по определению они должны быть) и различные исходы ключевых неопределённостей. Сценарное планирование рассматривает все сценарии как одинаково возможные в будущем.
Современными учеными-экономистами предполагается, что данный метод позволяет предвидеть риски и определять перспективные направления развития предприятий, что в свою очередь, повышает их экономическую устойчивость и конкурентоспособность.